# Atos 27
Atos 27 é o vigésimo-sétimo capítulo dos Atos dos Apóstolos, de autoria de Lucas, o Evangelista, no Novo Testamento da Bíblia. Ele relata o início da viagem de Paulo de Cesareia até Roma e o naufrágio em Malta.

## Manuscritos
Atos 27 foi originalmente escrito em grego koiné e dividido em 44 versículos. Alguns dos manuscritos que contém este capítulo ou trechos dele são:
- Codex Vaticanus (325–350)
- Codex Sinaiticus (330–360)
- Codex Bezae (c. 400)
- Codex Alexandrinus (ca. 400–440)
- Codex Ephraemi Rescriptus (ca. 450; versículos 17 a 44)

## Estrutura
A Tradução Brasileira da Bíblia organiza este capítulo da seguinte maneira:
- Atos 27:1-8 - Paulo é enviado para a Itália
- Atos 27:9-26 - Os perigos da viagem
- Atos 27:27-44 - O naufrágio

## Viagem de Paulo para Roma

### De Cesareia a Creta
Atos 27 inicia o relato da última viagem de Paulo para Roma saindo de Cesareia Marítima, onde foi julgado e apelou para César. O grupo, que era liderado por "Júlio, um centurião" e tinha também Aristarco de Tessalônica, embarcou num navio de Adramício que seguia para a Ásia Menor e passou por Sidon, onde Paulo recebeu autorização para visitar seus amigos. Passaram ainda por Chipre e costearam a Cilícia e a Panfília terminando finalmente em Mira, na Lícia. Dali mudaram para um navio de Alexandria que seguia para a Itália romana. Sem sorte com os ventos, a embarcação chegou com dificuldade até Cnido e seguiu para Creta até chegar «a um lugar chamado Bons Portos, perto do qual estava a cidade de Laseia» (Atos 27:8).
Depois de esperarem muito tempo, Paulo profetizou o naufrágio que se sucederia mais adiante: «Senhores, vejo que a viagem vai ser com avaria e muita perda, não somente da carga e do navio, mas também das nossas vidas» (Atos 27:10). Mas ninguém desejava passar o inverno em Laseia e decidiram então seguir para Fenícia, em Creta, com duzentas e setenta e seis pessoas a bordo (Atos 27:37).

### Tempestade e naufrágio em Malta

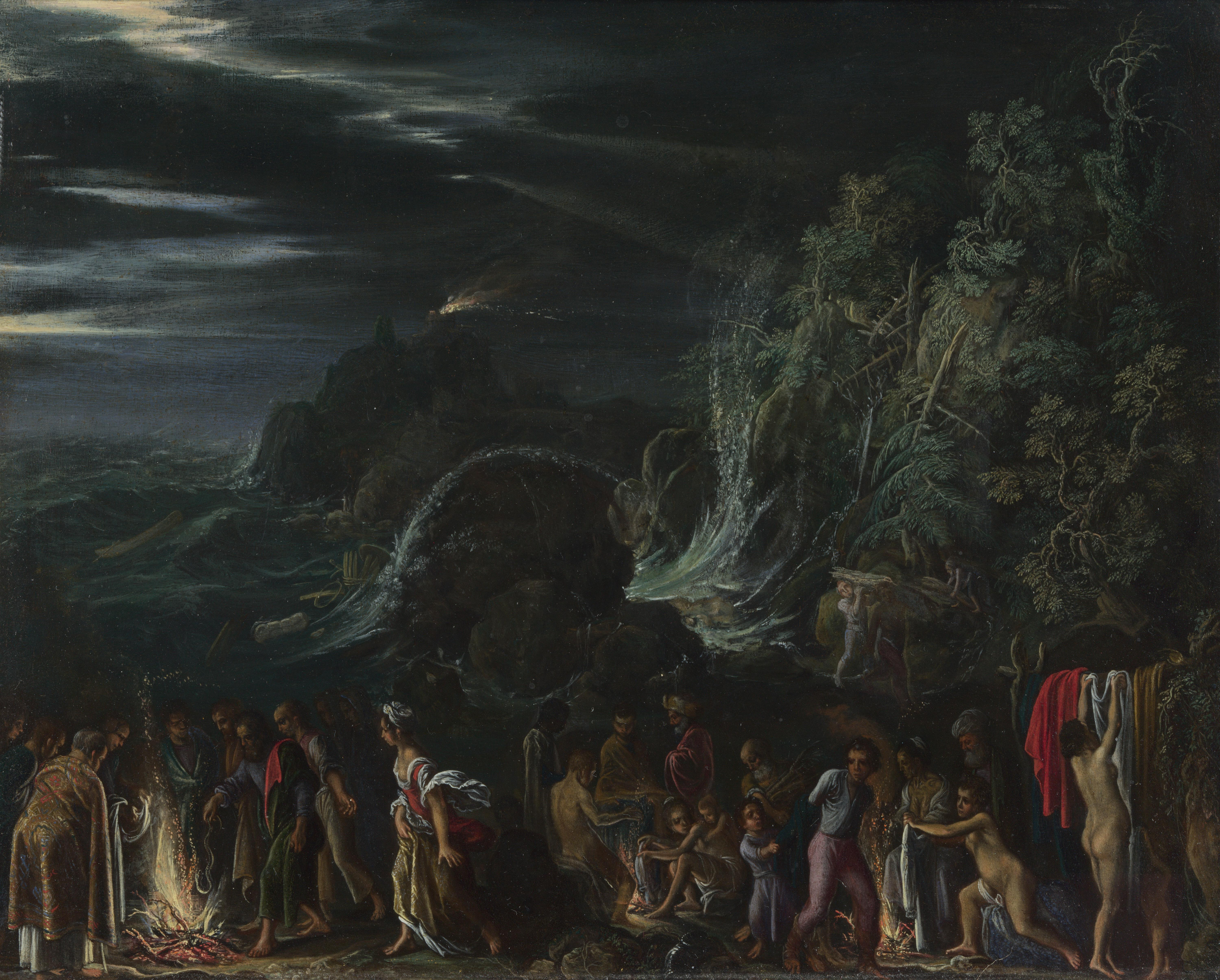
Naufrágio de Paulo em Malta, o tema central de Atos 27.
1600. Por Adam Elsheimer, atualmente na National Gallery de Londres.

Na costa de Creta, a embarcação de Paulo enfrentou uma enorme tempestade que duraria vários dias. À deriva e passando por diversos lugares, a tripulação começou a jogar ao mar mantimentos e até mesmo os aparelhos náuticos que precisavam até que, afinal, perderam "toda a esperança de sermos salvos" (Atos 27:12–20). Temendo que perdessem a coragem, Paulo contou-lhes sobre a visão que teve e profetizou:
| “ | «Senhores, devíeis, na verdade, ter-me atendido, e não ter partido de Creta e sofrido esta avaria e perda. Agora vos exorto que tenhais coragem; pois nenhuma vida se perderá entre vós, mas somente o navio. Pois esta noite me apareceu o anjo do Deus a quem pertenço e a quem também sirvo, dizendo: Não temas, Paulo; é necessário que compareças perante César, e Deus te há dado todos os que navegavam contigo. Tende coragem, varões, porque creio em Deus que assim sucederá, como me foi dito. Porém é necessário que vamos dar a uma ilha.» (Atos 27:21–26) | ” |

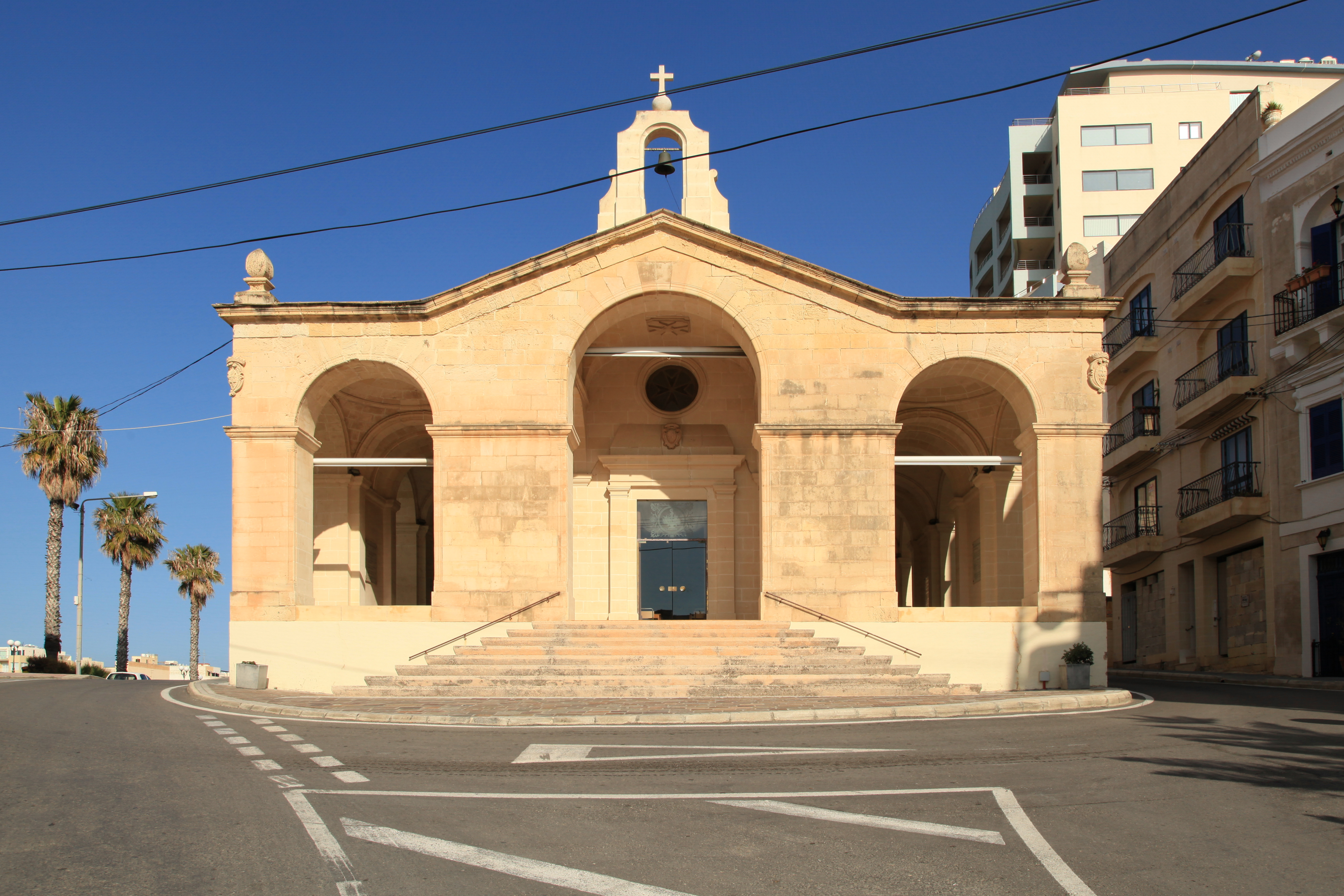
Igreja do Naufrágio de São Paulo, em Malta.

Depois de quatorze dias no mar, alguns marinheiros tentaram fugir, mas Paulo alertou que se o fizessem, todos morreriam e o centurião os impediu lançando o bote do navio ao mar (Atos 27:32). Na manhã seguinte, Paulo pediu que todos se alimentassem, pois estavam este tempo todo sem comer e reafirmou que «nenhum de vós perderá um só cabelo da cabeça» (Atos 27:34):
| “ | «Tendo dito isto e tomando pão, deu graças a Deus na presença de todos e, depois de o partir, começou a comer. Todos cobraram ânimo e se puseram também a comer....Saciados com a comida, começaram a aliviar o navio, lançando o trigo ao mar.» (Atos 27:35–38) | ” |

Na manhã seguinte, chegaram numa praia. O centurião, desejando poupar Paulo, impediu que os guardas matassem os prisioneiros e ordenou que todos se lançassem ao mar em direção da praia, uns nadando e outros segurando em tábuas e destroços. Todos se salvaram (Atos 27:39–44).